# Weissia nigricans
Weissia nigricans là một loài Rêu trong họ Pottiaceae. Loài này được (Lam. & DC.) Poir. miêu tả khoa học đầu tiên năm 1808.